# Joe Biden visszalépése a 2024-es amerikai elnökválasztástól

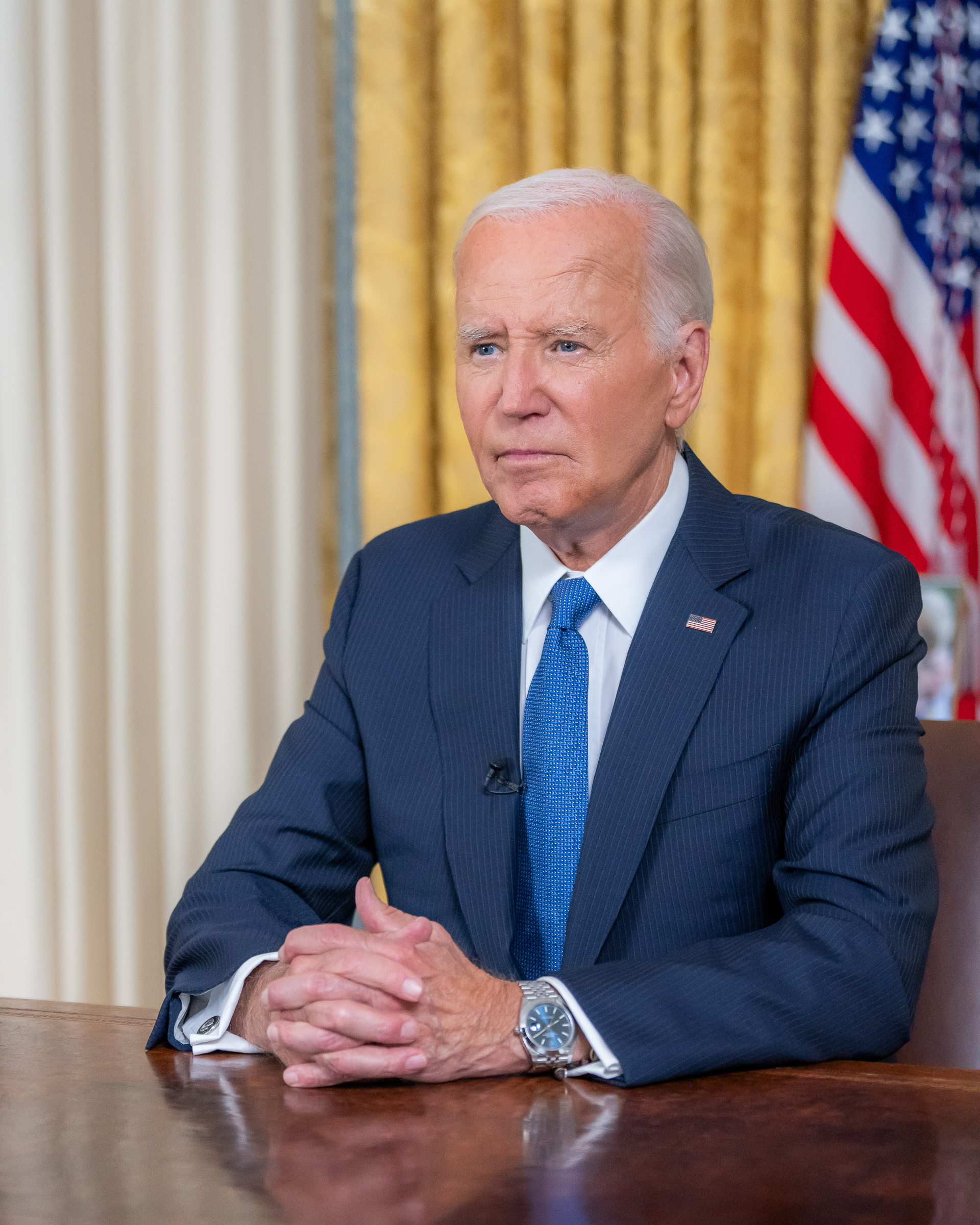
Biden, három nappal bejelentése után beszédet mond az Ovális Irodából

Joe Biden visszalépését a 2024-es amerikai elnökválasztástól 2024. július 21-én jelentette be az Amerikai Egyesült Államok 46. elnöke, majd kijelentette, hogy az azt követő hónapokban Kamala Harris alelnököt fogja támogatni, mint utódja.
Biden 2023. április 25-én jelentette be, hogy indul újra az elnöki posztért 2024-ben és, hogy ismét Harris lesz alelnökjelöltje. Biden megnyerte a delegáltak túlnyomó többségét a 2024-es előválasztásokon, és a párt feltételezett jelöltje lett már a folyamat vége előtt. Elnöksége során sokan kifejezte aggodalmukat az elnök életkorával és egészségével kapcsolatban, megkérdőjelezve, hogy képes lenne-e egy második terminus befejezésére. A legnagyobb sajtóorgánumok azonban azt állították, hogy Biden elmeállapota nem rossz, és hogy csupán a jobboldali média próbálta őt szenilisnek beállítani.
Ezek az aggodalmak egyre inkább előtérbe kerültek, miután Biden teljesítménye 2024. június 27-én a republikánus jelölt Donald Trump elleni vitában nagyon gyenge volt. Gyakran nem tudta befejezni gondolatait, eltért a témától, képtelen volt statisztikákra emlékezni és összefüggően kifejezni véleményét. Fizikai állapota olyan mértékben romlott elnöksége második felében, hogy munkatársai magánbeszélgetésekben fontolóra vették, hogy második ciklusára kerekesszékbe ültetik. Ezt követően egyre több demokrata, és újság szerkesztősége nyilvánosan is felkérte, hogy lépjen vissza. Július 19-re több, mint harminc fontos demokrata tisztviselő szólította fel visszalépésre.
Biden hetekig kitartott amellett, hogy vele fogja befejezni a párt a választást. Ennek ellenére július 21-én egy Twitterre posztolt levélben visszalépett a jelöltségtől, azt írva, hogy a döntés „a párt és az ország érdekében született,” de kijelentette, hogy befejezi első terminusát. Biden Lyndon B. Johnson (1968) óta az első hivatalban lévő elnök volt, aki visszalépett újraválasztási kampányától, az első a 19. század óta, aki egyetlen terminus után visszalépett, és az egyetlen, aki az után lépett vissza, hogy megnyerte az előválasztást.
Később Biden kijelentette, hogy szerinte le tudta volna győzni Trumpot a választásokon, és hogy nincs meglepődve azon, hogy Harris kikapott.

## Háttér

### Elnökök, akik nem indultak újraválasztásért
A választások történetét tekintve, mikor egy politikus megnyerte első terminusát, általában elindult egy másodikért. Az alábbi elnökök azok, akik indulhattak volna újraválasztásért, de úgy döntöttek, hogy nem:
- James Knox Polk (elnök: 1845–1849): betartotta ígéretét, hogy csak egy terminust szolgál.
- James Buchanan (elnök: 1857–1861): betartotta ígéretét, hogy csak egy terminust szolgál.
- Rutherford B. Hayes (elnök: 1877–1881): betartotta ígéretét, hogy csak egy terminust szolgál.
- Calvin Coolidge (elnök: 1923–1929): úgy döntött, hogy nem indul, azt követően, hogy egy teljes terminust és egynek egy részét hivatalban töltötte.
- Harry S. Truman (elnök: 1945–1953): visszalépett a választástól azt követően, hogy egy teljes terminust és egynek egy részét hivatalban töltötte.
- Lyndon B. Johnson (elnök: 1963–1969): visszalépett a választástól azt követően, hogy egy teljes terminust és egynek egy részét hivatalban töltötte.

A Kongresszus által 1947-ben elfogadott, majd 1951-ben ratifikált 22. alkotmánymódosítás szerint az elnök csak két terminusig töltheti be a pozíciót. A módosításig a legtöbb (bár nem mindegyik) elnök betartotta a George Washington által felállított hagyományt, hogy a pozíciót maximum nyolc évig töltik be.

### Biden, mint átmeneti elnök
A 2020-as választáson Biden úgy mutatta be magát, mint egy átmeneti, áthidaló elnök egy újabb generáció felé. Ennek ellenére, azt tagadta, hogy elkötelezte volna magát egyetlen terminus mellett. Miközben a 2024-es Biden-kampány elkezdett szétesni, az Axios megemlített egy Anthony Fowler-idézetet: „Megpróbálja azt mondani az embereknek, hogy ’Ne féljetek, csak egy terminusért indulok,’ de igazából soha nem ígéri meg azt.”

### Biden jelöltsége
2023. április 25-én, pontosan négy évvel 2020-as kampánya bejelentése után, hónapokig tartó spekulációt követően, Biden bejelentette, hogy indulni fog a 2024-es választáson és, hogy Kamala Harris lesz ismét az alelnökjelöltje. A bejelentés napján egy Gallup-kutatás szerint Biden támogatottsága mindössze 37% volt, a legtöbb megkérdezettnek a gazdasággal volt a legnagyobb problémája. Kampánya közben Biden kiemelte a gazdaság növekedését, és fellendülését a Covid19-pandémia után. Többször is kijelentette, hogy terve „a munka befejezése,” amit elkezdett.
Biden kampányának központja az amerikai demokrácia védelme volt, illetve az abortuszhoz való jog visszaállítása, miután a Legfelsőbb Bíróság megvonta azt terminusa elején. Megnövelte volna a határvédelem, és a hatóságok költségvetését. Biden megígérte, hogy támogatni és bővíteni fogja az LMBT-közösség jogait, és kampánya fontos része volt olyan sikereinek kiemelése, mint az Infrastructure Investment and Jobs Act, a Chips and Science Act és az Inflation Reduction Act.
Külpolitikájának fő célja az ország kapcsolatainak erősítése volt, és megígérte, hogy továbbra is támogatná Ukrajnát az ország elleni orosz invázió után, illetve Izraelt a Hamász elleni háborújában. Ígéretet tett, hogy a fegyveres erőszak ellen folytatná a küzdelmet és megvédené az Affordable Care Act törvénycsomagot. Ezek mellett megemelte volna az ország milliárdosainak adóját. Biden kereskedelmi politikája megtagadta a hagyományos neoliberális politikát és a washingtoni konszenzust, aminek következtében sok gyártói munka külföldre került, amiért kritizálták kormányát. Biden tarifákat vezetett be kínai iparágak ellen.

### Biden életkora és egészsége
Beiktatásakor Biden 78 éves volt, amivel a legidősebb személy lett, aki megkezdte elnökségét. Emellett idősebb volt hivatala kezdetekor, mint Ronald Reagan mikor befejezte elnökségét, aki addig a legidősebb volt. Biden egészségével kapcsolatban egyre több aggodalom jelent meg elnöksége során, leginkább életkorát és egy második terminus befejezéséhez való képességét érintve. A Journal on Active Aging folyóiratban orvosok megjegyezték, hogy életkorához képest Biden egészsége kiemelkedő volt, és Kevin O’Connor doktor is megerősítette ezt. Dan Zak (The Washington Post) az Egyesült Államokat gerontokráciának nevezte Biden beiktatásakor.
2024 júliusában a The New York Times kiadott egy cikket, amiben azt írta, hogy Kevin Cannard, a Walter Reed Országos Katonai Egészségügyi Központ neurológusa nyolcszor is a Fehér Házban volt az azt megelőző nyolc hónapban, Biden orvosával is találkozva. O’Connor megkérdőjelezte a cikk valósságát, kijelentve, hogy Cannard sokszor megjelent az épületben az Obama-kormány idején is, hogy a Fehér Házban dolgozó betegeket lásson el. Alig egy évvel később Bidennél súlyos prosztatarákot diagnosztizáltak, mely már a csontjaira is átterjedt.

## A Trump-vita
Biden és Trump 2024. június 27-én vett részt az első elnökjelölti vitán. Biden teljesítményét kritizálták, látszott rajta öregedése, nem tudta befejezni gondolatait, eltért a témától, képtelen volt statisztikákra emlékezni és összefüggően kifejezni véleményét. A vita győztesének a The Hill, a CNN, a Politico, a The New York Times, a USA Today, a Business Insider és a Vox is Trumpot nevezte, míg az MSNBC, a The Cook Political Report, a The Guardian és a Los Angeles Times szerint ugyan Trump nem nyert, Biden „biztosan veszített.” A nézők nagy része is egyetértett azzal, hogy Trump nyert. A vita után a demokraták „elkezdtek pánikolni,” és arra szólították fel az elnököt, hogy lépjen vissza, aminek következtében krízishelyzet alakult ki a párton belül.

## A vita után
Július 17-én az ABC News hírei szerint Hakeem Jeffries, a párt képviselőházi frakcióvezetője és Chuck Schumer, a párt szenátusi frakcióvezetője július 12-én, illetve 13-án találkozott az elnökkel, és jelezték neki, hogy jelenléte a kongresszus elvesztéséhez vezethetne a választások idején. Biden a hírek szerint azt mondta Schumernek, hogy szüksége volt még egy hétre a döntés meghozásához. A hírek szerint Jeffrey Katzenberg, a Biden-kampány társelnöke, az elnök figyelmébe hozta, hogy a párt támogatói nem hajlandók adományozni a kampánynak, bár ezt Katzenberg maga tagadta.
Még aznap este Biden Covid19-tesztje pozitív lett, és ugyan a betegség mellékhatásai a hírek szerint nem voltak komolyak, sokan megkérdőjelezték egészségét, miután kifejezetten gyengének látszott Rehoboth Beach-i otthonába való úton. A The New York Times szerint Biden egyre inkább elfogadó volt azzal a lehetőséggel kapcsolatban, hogy vissza kell lépnie. Telefonhívások közben Nancy Pelosi korábbi házelnök kijelentette Bidennek, hogy nem volt magabiztos a párt esélyeiben, ha az elnök marad a jelölt. Július 18-án az Axios egy cikkben megosztotta, hogy a demokraták nagy része azt gondolta, hogy Biden vissza fog lépni a Jeffries és Schumer által rá helyezett nyomás, belső közvélemény-kutatások eredménye és külső kritika következtében. A The New York Times is kijelentette, hogy Biden elkezdte beismerni, hogy lehet vissza kell lépnie. Július 20-án a CNN megosztotta, hogy Biden találkozott Steve Ricchetti és Mike Donilon tanácsadókkal, ami közben arra jutottak, hogy az egyre romló kutatási számok, és a párt támogatottságának elvesztése egy lehetetlen helyzetbe tette a kampányt. Aznap este Biden elkezdte tervezni visszalépésének a módját Ricchettivel, Donilonnal és más közeli tanácsadókkal, majd a végső döntés mellett július 21. reggelén kötelezte el magát.
Biden visszalépése előtt a „Joever” (a „Joe” és az „Over” angol szavak egyesítése) szót több szakértő és magazin is használta, hogy leírja a kampány helyzetét. Ugyan a szó származása eredetileg egy mém volt 2020-ban, használata gyakorisága a vita után emelkedett meg.

## A Biden-kampány reakciója
A Biden-kampány eredetileg megpróbálta elvetni a kritikákat a vita után, csökkentve a Biden elleni támadások mértékét, mielőtt hivatalosan is őt nevezik jelöltnek a Demokrata Nemzeti Gyűlés előtt.
A kritikára való válaszként Biden bejelentett több progresszív politikai reformot is a Legfelsőbb Bírósággal kapcsolatban, amivel korlátozták volna a bírák mandátumának hosszát, létrehoztak volna egy etikai szabályzatot, és egy alkotmánymódosítással visszavonták volna a bíróság azon döntését, hogy az elnök immunitással rendelkezik hivatalban elkövetett tetteiért. Ezek mellett bejelentette egy országos gépfegyver-tiltást és a lakbérek emelkedésének korlátozását.

## A visszalépés
Július 21-én Biden hivatalos Twitter-fiókja megosztott egy levelet, amiben az elnök bejelentette visszalépését. Ebben azt írta, hogy „Ugyan szándékom az volt, hogy induljak a választáson, úgy gondolom, hogy a pártom és az ország érdekében a legjobb, ha visszalépek, és arra koncentrálok, hogy terminusom hátralévő részében elnöki kötelességeimet teljesítsem.” Ugyanezen a napon az elnök bejelentette, hogy Harrist (aki 2021 óta volt alelnöke) fogja támogatni a jelölőgyűlésen.
2024. július 24-én, első hivatalos megjelenése közben visszalépése óta, Biden megmagyarázta döntését. Az Ovális Irodából beszélve kijelentette, hogy a „demokrácia védelme” volt fő célja. A választásról azt nyilatkozta, hogy „Amerikának az előre-, vagy a visszafele haladás, a remény és gyűlölet, az egység és a megosztottság között kell majd választania.”

## Biden utódja
Biden delegáltjait a visszalépésével elengedte kötelezettségük alól. Annak ellenére, hogy Biden kijelentette, hogy Harrist fogja támogatni. delegáltjainak nem volt kötelessége rá szavazni. Ennek ellenére Harris már a visszalépés utáni napon a feltételezett jelölt lett, miután Biden delegáltjainak túlnyomó többsége elkötelezte magát az alelnök támogatása mellett. Augusztus 6-án a párt hivatalosan is megerősítette Harris jelöltségét, a delegáltak 99%-a rá szavazott.
Harris a 2024-es Demokrata Nemzeti Gyűlés közben fogadta el a jelöltséget, alelnökjelöltje Tim Walz minnesotai kormányzó lett.

## Fordítás
Ez a szócikk részben vagy egészben  a   Withdrawal of Joe Biden from the 2024 United States presidential election című angol Wikipédia-szócikk ezen változatának fordításán alapul.  Az eredeti cikk szerkesztőit annak laptörténete sorolja fel. Ez a jelzés csupán a megfogalmazás eredetét és a szerzői jogokat jelzi, nem szolgál a cikkben szereplő információk forrásmegjelöléseként.